# إلمر بليس
إلمر بليس (بالإنجليزية: Elmer Bliss)‏ هو لاعب كرة قاعدة أمريكي، ولد في 9 مارس 1875 في Penfield, Pennsylvania ‏ في الولايات المتحدة، وتوفي في 18 مارس 1962 في برادفورد في الولايات المتحدة.

## وصلات خارجية
- إلمر بليس على موقعبيزبول رفرنس.كوم (الدوري الرئيسي) (الإنجليزية)
- إلمر بليس على موقعبيزبول رفرنس.كوم (الدوري الثانوي) (الإنجليزية)
- إلمر بليس على موقع مشجعي الرسوم البيانية (الإنجليزية)